# Glycyphana moellendorfi
Glycyphana moellendorfi är en skalbaggsart som beskrevs av Flach 1890. Glycyphana moellendorfi ingår i släktet Glycyphana och familjen Cetoniidae. Inga underarter finns listade i Catalogue of Life.